# Acer pseudocreaticum
Acer pseudocreaticum é uma espécie de árvore do gênero Acer, pertencente à família Aceraceae.